# 硝酸フェニル水銀
硝酸フェニル水銀(Phenylmercuric nitrate)は、強力な防腐剤、殺菌剤作用を持つ有機水銀化合物である。かつては創傷の消毒用に一般的に用いられていたが、水銀化合物は特に腎毒性が高いため、現在ではこの用途では利用されなくなった。しかし、眼科学で用いられる目薬の保存料として、現在も低濃度で用いられており、現在でも医療目的で用いられている水銀化合物の稀有な例となっている。